# Peru International 2004
Die Peru International 2004 im Badminton fanden vom 15. bis zum 18. April 2004 in Lima statt.

## Sieger und Platzierte
| Disziplin    | Gold                           | Silber                          | Bronze                             |
| ------------ | ------------------------------ | ------------------------------- | ---------------------------------- |
| Herreneinzel | Sho Sasaki                     | Shoji Sato                      | Bobby Milroy                       |
| Herreneinzel | Sho Sasaki                     | Shoji Sato                      | Yuichi Ikeda                       |
| Dameneinzel  | Miho Tanaka                    | Charmaine Reid                  | Anna Rice                          |
| Dameneinzel  | Miho Tanaka                    | Charmaine Reid                  | Denyse Julien                      |
| Herrendoppel | Howard Bach Kevin Han          | Rodrigo Pacheco Guillermo Perea | Giorgos Patis Theodoros Velkos     |
| Herrendoppel | Howard Bach Kevin Han          | Rodrigo Pacheco Guillermo Perea | Guilherme Kumasaka Guilherme Pardo |
| Damendoppel  | Yoshiko Iwata Miyuki Tai       | Helen Nichol Charmaine Reid     | Sandra Jimeno Doriana Rivera       |
| Damendoppel  | Yoshiko Iwata Miyuki Tai       | Helen Nichol Charmaine Reid     | Denyse Julien Anna Rice            |
| Mixed        | Philippe Bourret Denyse Julien | Mike Beres Jody Patrick         | Andrés Corpancho Valeria Rivero    |
| Mixed        | Philippe Bourret Denyse Julien | Mike Beres Jody Patrick         | Tjitte Weistra Doriana Rivera      |